# Сергіанство
Сергіа́нство — публіцистичний термін, під яким найчастіше розуміється політика беззастережної лояльності керівництва Російської православної церкви щодо радянської влади. Початок цієї політики зазвичай пов'язують з «Декларацією» від 29 липня 1927 року, виданої Заступником Місцеблюстителя патріаршого престолу митрополитом Сергієм (Страгородским), ідеї якої лягли в основу ставлення Московської патріархії до радянської влади. Термін має цілком виражену негативну оцінну конотацію, і використання його передбачає полемічний контекст.
Термін введений в обіг в кінці 1920-х років противниками політики митрополита Сергія, що жили в СРСР. Згодом використовувався переважно Російською православною церквою закордоном до її приєднання до Московського патріархату в 2007 році. Крім того, використовувалася в СРСР групою релігійних дисидентів, які не порвали зв'язків з Російською православною церквою.
Незважаючи на поширеність терміна, не склалося загальновизнаного розуміння того, що слід розуміти під «сергіанством». Протоієрей Петро Перекрестов в 2006 році відзначав, що «протягом 75 років Російська Зарубіжна Церква соборно не визначала, що таке „сергіанство“. Були визначення окремих осіб, часто дуже розходяться один з одним, але соборного, загальноприйнятого визначення не було». За оцінкою протодиякона Володимира Русака, «„Сергіанство“, строго кажучи, взагалі термін новонароджений і як з історичної, так і (тим більше) з канонічної точки зору не піддається ніякому визначенню, що легко сприймається. Це скоріше психологічний термін, яким користуватися в основоположних документах немає сенсу». Священик Аркадій Маковецький також зазначав: «заклик» покаятися в сергіанстві «носить абстрактний характер через те, що чітко сформульованого поняття „сергіанство“ не існує. Кожен автор вкладав у цей термін свої суб'єктивні уявлення про ступінь допустимості взаємодії з владою атеїстичної держави»

## «Декларація» митрополита Сергія
29 липня 1927 року Заступник Місцеблюстителя патріаршого престолу митрополит Сергій (Страгородський) видав Послання Заступника Патріаршого Місцеблюстителя митрополита Нижньогородського Сергія і Тимчасового при ньому Патріаршого Священного Синоду «Про ставлення Російської Православної Церкви до існуючої цивільної влади», в літературі зазвичай іменується Декларацією митрополита Сергія або Декларацією 1927 року. Послання насамперед відзначає факт запеклої шкідницької і диверсійної діяльності «наших закордонних ворогів», у зв'язку з чим особливо важливо «тепер показати, що ми, церковні діячі, не з ворогами нашого Радянської держави і не з божевільними знаряддями їх інтриг, а з нашим народом і Урядом».
Послання висловлює надію на можливість другого скликання Помісного Собору (після Всеросійського Помісного Собору 1917—1918), «який обере нам вже не тимчасове, а постійне центральне церковне управління».
Документ підписали, крім Сергія (Страгородського), колишнього тоді Нижньогородського митрополита, з 8 Членів Тимчасового Патріаршого Священного Синоду: Серафим (Александров), Митрополит Тверський; Сильвестр (Братановський), Архієпископ Вологодський; Алексій (Симанський), Архієпископ Хутинський, керуючий Новгородської єпархії; Анатолій (Грисюк), Архієпископ Самарський; Павло (Борисов), Архієпископ В'ятський; Філіп (Гумілевський), Архієпископ Звенигородський, керуючий Московською єпархією; Костянтин (Дьяков), єпископ Сумський, керуючий Харківською єпархією; Сергій (Гришин), єпископ Серпуховський.

## Реакція та наслідки
Обновленський Синод Російської Православної Церкви розцінив Декларацію як свою «ідеологічну перемогу на фронті суспільно-церковних відносин, як вони розумілися нами і тихонівцями»: «Проголошення свідчить про повне визнання главою „Сергієвщини“ Положень Собору 1923 року, які декларували нормальне ставлення церкви до радянської державності і укладеної соціальної революції».
Послання викликало бурхливу реакцію в церковному середовищі як в СРСР, так і за кордоном. Десятки єпископів та значна частина духовенства і мирян в Росії не прийняли Декларацію. Деякі єпархії у відповідь видали так звані відкладення.

Про ставлення до декларації Патріаршого місцеблюстителя митрополита Петра Крутицького історик А. Мазырин пише наступне:
Митрополит Петро, перебуваючи в приполярній глушині, не відразу зміг отримати достатню інформацію, щоб визначити своє ставлення до нової політики свого заступника. Лише в 1929 р., завдяки самовідданості єпископа Дамаскіна (Цедрика) і його помічників, доставили в Хе необхідні документи, Місцеблюститель знайшов можливість цілком сформулювати свою позицію. Зробив він це в листі митрополиту Сергію у грудні 1929 р. «Мені важко перераховувати, — писав Місцеблюститель заступнику, — всі подробиці негативного ставлення до Вашого управління, про що лунають протести і крики з боку віруючих, від ієрархів до мирян. Картина церк[овного] розорення зображується приголомшлива. Обов'язок і совість не дозволяє мені залишатися байдужим до такого прискорбному явищу. Побуждаюсь звернутися до Вашого[ысокопреосвященст]ву з убедительнейшей проханням виправити допущену помилку, яка поставила Ц[єрко]вь у принизливе становище, викликала в ній розбрату і розділення, і омрачившую репутацію її предстоятелів; рівним чином прошу усунути та інші заходи, які перевищили Ваші повноваження».

## Ставлення в сучасній РПЦ МП
В інтерв'ю, даному в вересні 1991 року, голова Відділу зовнішніх церковних зв'язків митрополит Кирило (Гундяєв) (з 1 лютого 2009 року — Патріарх Московський і всієї Русі) говорив про себе, що він «у молодості дуже різко критикував митрополита Сергія» і «належав до числа „несергіанців“».
Теза про неприпустимість втручання держави в духовне життя Церкви міститься в документі «Основи соціальної концепції Російської Православної Церкви», прийнятому на ювілейному Архієрейському соборі 2000 року.

## Ставлення до «Сергіанства» серед неканонічного православ'я
Відсутність покаяння Московського Патріархату в «сергіанстві» розглядається ними як одна з головних причин (поряд з участю останнього в екуменічному русі) перебування ними в розколі.
Так, прихильники РПЦЗ(В), відкололася від РПЦЗ, в своїх друкованих та відеоматеріалах стверджують, що проявом сергіанства є «Основи соціальної концепції РПЦ», де проголошується принцип «не надання переваг Церквою будь-якого державного ладу», що розуміється ними як:
1) готовність Московської патріархії визнати боговстановленным будь-який державний лад, не роблячи відмінностей між монархією, яка офіційно декларує панівну роль у державі однієї або декількох релігійних традицій, і світською республікою, яка не вважає Бога джерелом влади і має юридичне спадкоємство від комуністичного ладу.
2) небажання офіційно засудити радянсько-комуністичний лад як ворожий всякій релігії і тому антихристовий, як це зробила РПЦЗ в 1921 році.

У 2004 році Архієрейський Собор РПЦЗ(В) проголосив анафему «сергіанству»:

<…> Утверждающим антихристианскую ересь сергианскую; учащим, что, якобы, союзом с врагами Христа спасается Церковь Христова, и подвиг мученичества и исповедничества отвергающим, и на иудином основании лжецерковь устрояющим, и ради этого дозволяющим нарушать и искажать учение, каноны и нравственные законы христианские; заповедающим христианам поклоняться богоборческой власти, будто бы Богом данной, и служить ей не за страх, а за совесть, благословляя все её беззакония; оправдывающим гонения на Истинную Церковь Христову от богоборцев, думая тем самым служить Богу, — как и совершали на деле продолжатели ереси обновленческой митрополит Сергий (Страгородский) и все его последователи: АНАФЕМА!

<…> Утверждающим антихристианскую ересь сергианскую; учащим, что, якобы, союзом с врагами Христа спасается Церковь Христова, и подвиг мученичества и исповедничества отвергающим, и на иудином основании лжецерковь устрояющим, и ради этого дозволяющим нарушать и искажать учение, каноны и нравственные законы христианские; заповедающим христианам поклоняться богоборческой власти, будто бы Богом данной, и служить ей не за страх, а за совесть, благословляя все её беззакония; оправдывающим гонения на Истинную Церковь Христову от богоборцев, думая тем самым служить Богу, — как и совершали на деле продолжатели ереси обновленческой митрополит Сергий (Страгородский) и все его последователи: АНАФЕМА!
Резонанс мав виступ у 2007 році єпископа Діоміда (Дзюбана) (в 2008 році він пішов у розкол), який зокрема висував щодо Московської Патріархії звинувачення в неосергіанстві.

## См. також
- Катакомбна церква
- Новообновленці